# Europe (группа)
Europe («Ю́рап», с англ. — «Европа») — шведская рок-группа, основанная вокалистом Джоуи Темпестом и гитаристом Джоном Норумом. В первый период существования группа относилась к жанру глэм-метал, но после возрождения перешла на современные хард-рок и хэви-метал.

## История

### 1979—1992: Первый период
Группа Europe была основана в 1979 году в Стокгольме под названием Force; в её первый состав вошли Джоуи Темпест, Джон Норум, Петер Олссон и Тони Рено. Однако первое время им не удавалось построить свою карьеру, так как звукозаписывающие компании, которым они посылали свои демозаписи, требовали обрезать волосы и петь на шведском языке вместо английского. Это привело к уходу Олссона, место которого позже занял Марсель Якоб. Однако уже через три месяца Олссон вернулся, не поладив с новой группой.
В 1982 году, благодаря девушке Темпеста, группа попала в конкурс Rock-SM, на котором впервые выступила под названием Europe и одержала победу; Джоуи Темпест и Джон Норум получили отдельные премии за лучшего вокалиста и лучшего гитариста, соответственно, а группа получила контракт с лейблом Hot Records. Новое название группа взяла из одного из альбомов группы Deep Purple. Дебютный одноимённый альбом группы вышел в 1983 году. Альбом не добился большого коммерческого успеха, не получил ни одной сертификации[от кого?] и занял только 8 позицию в шведском чарте, хотя сингл Seven Doors Hotel попал в Топ-10 в Японии. Через год последовал второй альбом Wings of Tomorrow, который как и предыдущий, не был успешен, хотя привлёк внимание компании Columbia Records, которые предложили группе международный контракт.
Через два года, в мае 1986 года, вышел третий альбом The Final Countdown, прославивший группу на весь мир. Продюсированием альбома занималась компания Epic Records. Он занял позиции в первой десятке в 12 чартах, получил четыре сертификации[от кого?]. Даг Стоун из Allmusic назвал данный альбом «одним из самых ярких и выдающихся в истории». Одноимённая песня стала международным хитом. Однако после его выпуска Джон Норум решил покинуть группу, разочаровавшись в доминировании синтезаторов при производстве. На его место был приглашён Ки Марселло.
Через один год вышел альбом Out of This World, который повторил успех своего предшественника, занял позиции в 12 чартах, получил пять сертификаций. Prisoners in Paradise вышел три года спустя, стал золотым в Швеции и попал в 6 чартов.
В 1987 году группа появилась в известной музыкальной телевизионной программе «Утренняя почта» специально приехав на 1 день из Швеции в Москву на съёмку. Участники коллектива вышли на сцену после выступления Аллы Пугачёвой и спели 3 песни: «The Final Countdown», «Carrie», «Rock the Night».
В 1992 группа распалась, хотя формально это позиционировалось как перерыв; вокалист Джоуи Темпест занялся сольной карьерой, а остальные участники принимали участие в других проектах. Контракт группы с Epic Records был расторгнут.

### 1998 — наст. время: Возрождение
В 1999 году участники Europe объединились на короткий промежуток времени, чтобы выступить на концерте в Стокгольме с песнями «The Final Countdown» и «Rock the Night». Через 4 года в прессе опубликовалось официальное заявление, что группа воссоединилась и работает над новым альбомом. Группа воссоединилась в составе с альбома The Final Countdown: Джон Норум официально вернулся в группу как единственный лид-гитарист. Джоуи Темпест в интервью заявил, что они хотели его возвращения уже давно. Лишним поводом стало то, что Ки Марселло был слишком занят собственными проектами и не был заинтересован играть в стиле Europe.
В 2004 году группа с успехом выступила хедлайнером на фестивале Sweden Rock, а 22 сентября того же года вышел новый диск Start from the Dark; в тот же день Джон Норум стал отцом. Альбом был продан в количестве 600 000 копий, но кроме позиций в четырёх чартах ничего не добился. Джоуи Темпест назвал альбом повторным дебютом группы, в связи с осовремениванием звука и сменой жанра. Так же, как и The Final Countdown, он был спродюсирован Кевином Элсоном. Через два года вышел Secret Society, попавший в пять чартов.
21 июля 2009 года бывший басист группы Марсель Якоб покончил с собой в возрасте 45 лет.
Альбом Last Look at Eden, вышедший в 2009 году, попал в 6 чартов, получил золотой статус в Швеции, был одобрен критиками и слушателями. В 2012 году вышел альбом Bag of Bones; он стал успешным по сравнению с его предшественниками, попал в 10 чартов и в Швеции стал золотым. 2 марта 2015 года вышел десятый студийный альбом War of Kings, который попал в чарты Швеции на второе место.

## Дискография
- Europe (1983)
- Wings of Tomorrow (1984)
- The Final Countdown (1986)
- Out of This World (1988)
- Prisoners in Paradise (1991)
- Start from the Dark (2004)
- Secret Society (2006)
- Last Look at Eden (2009)
- Bag of Bones (2012)
- War of Kings (2015)
- Walk the Earth (2017)

## Состав группы
| Текущий состав - Джоуи Темпест — вокал, ритм-гитара (1979—1992, 1999, 2003—наши дни) - Джон Норум — соло-гитара (1979—1986, 1999, 2003—наши дни) - Джон Левен — бас-гитара (1981—1992, 1999, 2003—наши дни) - Мик Микаэли — клавишные (1984—1992, 1999, 2003—наши дни) - Ян Хоглунд — ударные (1984—1992, 1999, 2003—наши дни) | Бывшие участники - Тони Рено — ударные (1979—1984) - Петер Олссон — бас-гитара (1979—1981) - Марсел Якоб — бас-гитара (1981) † - Ки Марселло — гитара (1986—1992, 1999) |